# Годзилла (крокодил)
«Годзилла» — крокодил, сбежавший 31 мая 2007 года от дрессировщика на мариупольском пляже, судьба крокодила получила широкое освещение в украинской и мировой прессе.
После побега крокодил обитал в течение 6 месяцев в Азовском море в районе Мариупольского судоремонтного завода. Рептилия приспособилась к морской воде, отсутствию привычной еды и ежедневным встречам с отрядами МЧС. Со временем у него выработался рефлекс уплывать от берега, просто увидев красную машину спасателей.
С наступлением осени крокодил откочевал на несколько километров восточнее, через пляжи, водные станции и устье реки, и обосновался в районе сброса тёплых сточных вод ТЭЦ МК «Азовсталь», где и был обнаружен 28 ноября работником «Мариупольстроймонтаж». Годзилла находился в бессознательном состоянии из-за переохлаждения, он был передан сотрудникам МЧС, которые переправили его в Донецк, где утонул при попытке его разбудить в емкости с теплой водой.
В апреле 2008 года в Мариуполе крокодилу установили памятник. На табличке памятника надпись: «Годзику Мариупольскому».
Сам по себе случай с попавшим в открытый водоём крокодилом не уникален. Корреспондент eRadio Дмитро Полюхович сообщает, что владельцы экзотических рептилий нередко попросту избавляются от своих подросших питомцев. Он также рассказал о сбежавшей от местного фотографа в Одессе самке крокодила, которая, впрочем, была быстро поймана и отдана в зоопарк. Однако от всех прочих случай с мариупольским «Годзиллой» отличается тем, что крокодил сумел прожить целых полгода в неподходящей для него природной среде.